# Cyril Bos
Cyril Bos (nascido em 26 de setembro de 1972) é um ex-ciclista francês que competia no ciclismo de pista. Representou França nos Jogos Olímpicos de Verão de 2000 em Sydney, onde terminou em quarto lugar na perseguição por equipes de 4 km.